# Juli Garreta
Juli Garreta i Arboix (San Felíu de Guixols, 12 de marzo de 1875-2 de diciembre de 1925) fue un compositor español.

## Biografía
Era hijo del compositor Esteve Garreta Roig y de Inés Arboix Costart. Trabajó también como relojero. Se formó en la Escuela de Música de San Felíu de Guixols y fue discípulo de Antoni Urgellès Granell. Fue instrumentista de Fiscornio en la cobla La Vella de San Felíu, así como en el Quinteto Garreta. Tocaba también el violín y el piano. Fue autor de obras sinfónicas con una orquestación de influencia germánica, como el Preludio mediterréneo (1918), la Suite Empordanesa (1921), una Pastoral (1922), la obra sinfónica Les Illes Medes (1923), un Concierto para violín (1925), un cuarteto para piano y cuerda, una sonata para violonchelo y piano, un Scherzo para cobla y otras composiciones. También destacó en el terreno de la sardana, con obras como Juny, que sobresale por su riqueza armónica y calidad instrumental. Otras sardanas notables fueron La pubilla (1897), La mosca, La rosada (1902), La fada (1902), Matinada, Llicorella (1911), Dalt les Gavarres, Carmeta, A en Pau Casals (1920), Isabel (1920) y La pedregada (1921). Esta última fue la primera sardana escrita para orquesta y fue estrenada por Pau Casals, que era amigo suyo. Compuso en total unas ochenta sardanas. Su obra inicial tenía un cierto tono romántico, con influencia de Chopin, para evolucionar a un estilo más expresionista, de filiación straussiana.